# Walenty Sariusz Łaźniński
Walenty Sariusz Łaźniński herbu Jelita (zm. po 1789) – łowczy wielki koronny w latach 1784–1788, starosta stoiński w 1780 roku, rotmistrz Brygady Kawalerii Narodowej Michała Wielhorskiego, uczestnik wojny polsko-rosyjskiej 1792 roku, odznaczony krzyżem kawalerskim Orderu Virtuti Militari w 1792 roku.
W 1786 roku wybrany posłem na sejm z województwa lubelskiego.
W 1787 roku odznaczony Orderem Orła Białego, w 1785 roku został kawalerem Orderu Świętego Stanisława.